# Paratrachelophorus gigas
Paratrachelophorus gigas es una especie de coleóptero de la familia Attelabidae.

## Distribución geográfica
Habita en Vietnam y China.